# Château de Commarque
Pour les articles homonymes, voir Commarque.
Le château de Commarque situé sur la commune des Eyzies dans le département de la Dordogne, est un château fort édifié vers le XIIe siècle sur la demande des abbés de Sarlat, il est possédé par la famille de Beynac jusqu'au XVIIe siècle.
Le site castral regroupait, à l'intérieur d'une enceinte, le donjon qui était le logis seigneurial des Beynac, une chapelle et des tours habitées par d'autres familles nobles. Abandonné au XVIIIe siècle, il tombe ensuite en ruines.
Acheté en 1968 par Hubert de Commarque, il a fait depuis l'objet de plusieurs campagnes de restauration.
Sous le château, à l'aplomb du donjon, se trouve le site archéologique de la grotte préhistorique ornée de Commarque.

## Localisation
Le château de Commarque est situé dans le quart sud-est du département français de la Dordogne, sur la commune des Eyzies, entre le bourg des Eyzies-de-Tayac et la ville de Sarlat. Il est édifié sur un éperon rocheux surplombant le petit vallon de la Beune, qui creuse le plateau du Périgord noir entre la Dordogne et la Vézère.
Il fait face au château de Laussel, situé sur l'autre rive de la Beune, occupé au Moyen Âge par les Anglais.
L'accès au château s'effectue par un chemin empierré, puis par un sentier d'environ 600 m à travers bois. Cet accès est si peu aisé qu'on lui donne le nom de « Forteresse oubliée ».

## Étymologie
Commarque est un nom existant également ailleurs, parfois écrit Comarque : un château dans le département de Lot-et-Garonne, par exemple. Ce nom est sans doute à rattacher au latin cōmarchus, maire dans un bourg. Par ailleurs, le radical est marca et il désigne un fief en limite ou limitrophe, une « marche » en français, territoire qui est commis à la garde d'un « marquis ».

## Historique
Fondé au cours du XIIe siècle ou avant, sur la demande des abbés de Sarlat, le château de Commarque, qui n’est alors qu’une simple tour de bois, doit à l'origine assurer la sécurité de la vallée qui voit le croisement de deux routes commerciales importantes de la région : la route de Périgueux à Cahors et celle de Brive à Bergerac.
Gérard de Commarque a commencé la construction d'une version agrandie, puis entre chez les Chevaliers Hospitaliers en 1116 comme l’un de ses premiers membres et part pour Jérusalem dans les croisades, faisant don de ses biens aux hospitaliers. Au XIIe siècle il existe une agglomération, un donjon avec un logis, une chapelle indépendante et des maisons-tours : c'est le castrum de Commarque semi-troglodytique,. Progressivement, après que la famille de Beynac s'est rendue maîtresse du château, la tour en bois est remplacée par un donjon en pierre plusieurs fois rehaussé, en particulier en 1380, et couronné de mâchicoulis. Ainsi, les seigneurs du lieu, les Beynac, logeaient dans le donjon seigneurial.
Plusieurs autres tours sont ensuite construites, accompagnées à chaque fois d'un logis. Les maisons-tours sont tenues par des lignages de petite noblesse dont quelques noms sont connus : les Commarque, les Cendrieux, les Gondrix, les La Chapelle, etc. Chaque maison-tour est constituée d’un enclos, d'accès propres et de fossés.
Pendant la guerre de Cent Ans, les Beynac restent les défenseurs fidèles de la couronne de France. Les Anglais s'emparent cependant du château en 1406 et le conservent pendant quelques années. Le déclin de la famille de Beynac date de cette époque. Dans les années 1500, il semble que le castrum soit déjà déserté par les anciennes familles résidentes. Plus tard, en 1569, le castrum est à nouveau pris pendant les guerres de Religion par les catholiques. C'est sans doute à cette époque que s'est effondrée la salle voûtée.
Guy de Beynac, dernier châtelain de Commarque, y meurt en 1656. Le site est abandonné définitivement au XVIIIe siècle. Un siècle plus tard, le château est en ruine.
En août 1915, l'abbé Henri Breuil découvre la grotte préhistorique de Commarque au pied de la falaise qui soutient le château. Elle renferme 150 dessins gravés par l'homme il y a 15 000 ans, au Magdalénien. La grotte est classée au titre des monuments historiques en 1924.

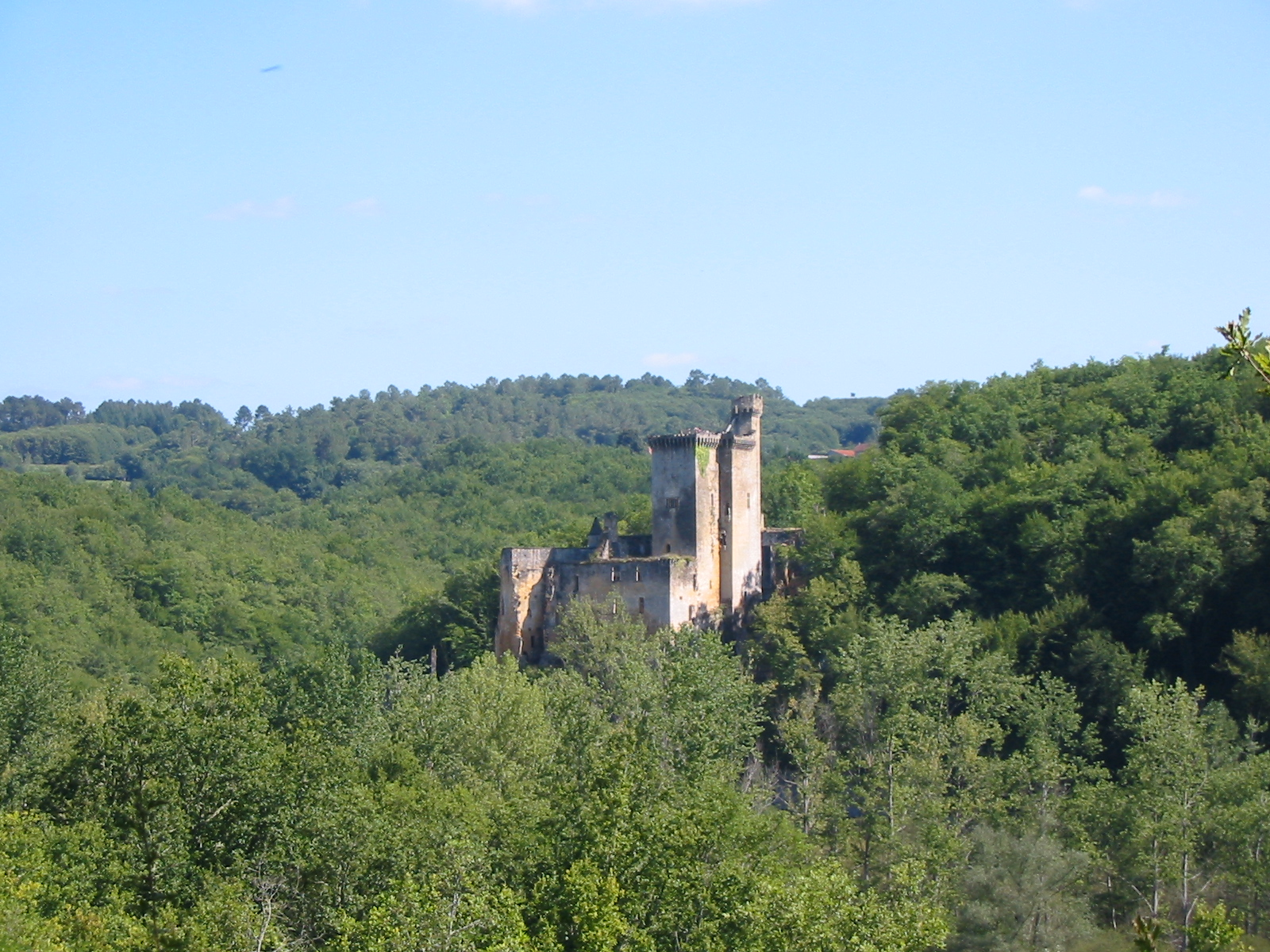
Le château encore envahi par la végétation en 2002, vu depuis l'abri de Cap Blanc.

Avant la Première Guerre mondiale, les ruines du château sont achetées pour servir de carrière de pierres pour construire les ailes néogothiques d'un château situé près de Sarlat.
Le château tombe dans l'oubli puis est racheté dans les années 1900 par un allemand, le prince de Croÿ, qui a de nombreux héritiers, ce qui fait qu'Hubert de Commarque met dix ans pour l'acquérir dans les années 1960. En 1968, Hubert de Commarque qui a grandi au château de la Bourlie, descendant de la famille de Commarque et fils d'un résistant déporté à Buchenwald, achète les ruines. Le site est, à l'époque, entièrement recouvert par la végétation. Il entreprend de consolider les parties les plus abîmées.
Depuis 1994, le château a fait l'objet de plusieurs campagnes de consolidation et de restauration. Le castrum a également fait l'objet dans les années 1990 et 2000 de deux études approfondies. Les relevés du bâti ont mis en évidence les nombreuses reprises de maçonnerie, s'échelonnant du XIIe au XVIIe siècle.
Depuis 2023, Aude de Commarque a pris la suite de son père.

## Description

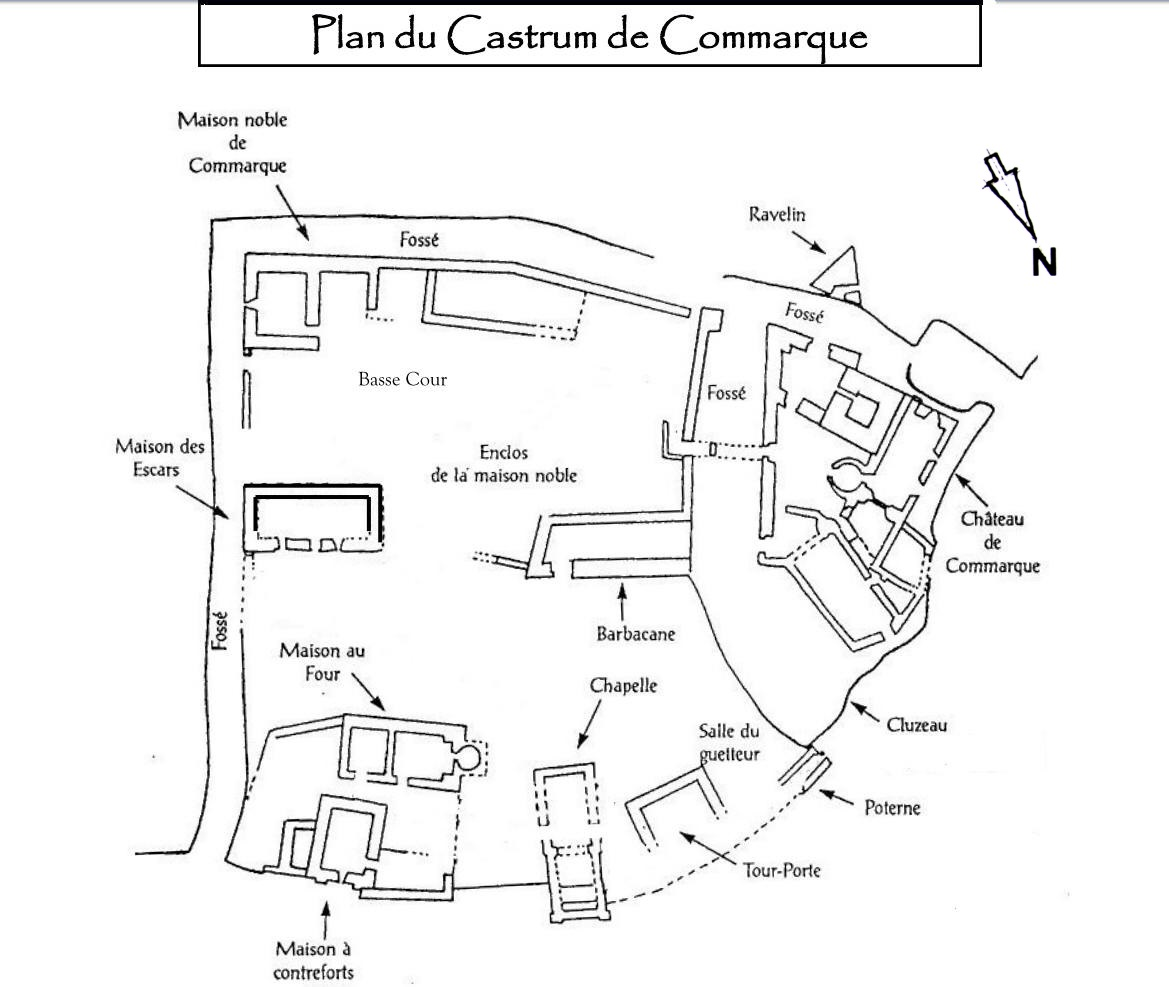
Plan du castrum de Commarque.

Campé sur un roc à flanc de coteau, le château est naturellement défendu sur les côtés nord et est par un ravin. Sur les autres cotés, un fossé profond a été taillé dans le rocher ; les tours et donjon y ont été installés afin d'en interdire l'accès.
La forteresse proprement dite est située à la pointe du rocher, formant un quadrilatère et comprenant un double donjon, un corps de logis et une grande salle et sa petite tour d’escalier ronde. Isolé du reste du site par de profonds fossés taillés dans le rocher, il était accessible par la barbacane du XIIIe siècle et le ravelin du XIVe siècle.
Sous sa protection on a construit, à flanc de coteau, de riches logis. Côté plateau, un fossé et une basse-cour protègent ses abords.
Côté vallon, le castrum était défendu par un ouvrage consistant en une enceinte de courtine avec une grosse tour près de la porte. Au-dessus de la porte se trouve la chapelle.
À l'extérieur du castrum, dans la falaise située sous le château, se trouvent deux cluzeaux : habitations creusées et aménagées dans la falaise qui servaient  de  refuge  contre  les envahisseurs. À l’intérieur cohabitaient hommes et animaux comme le montrent l'étable et la bergerie creusées à côté des salles d'habitation.

## Galerie

Le château.
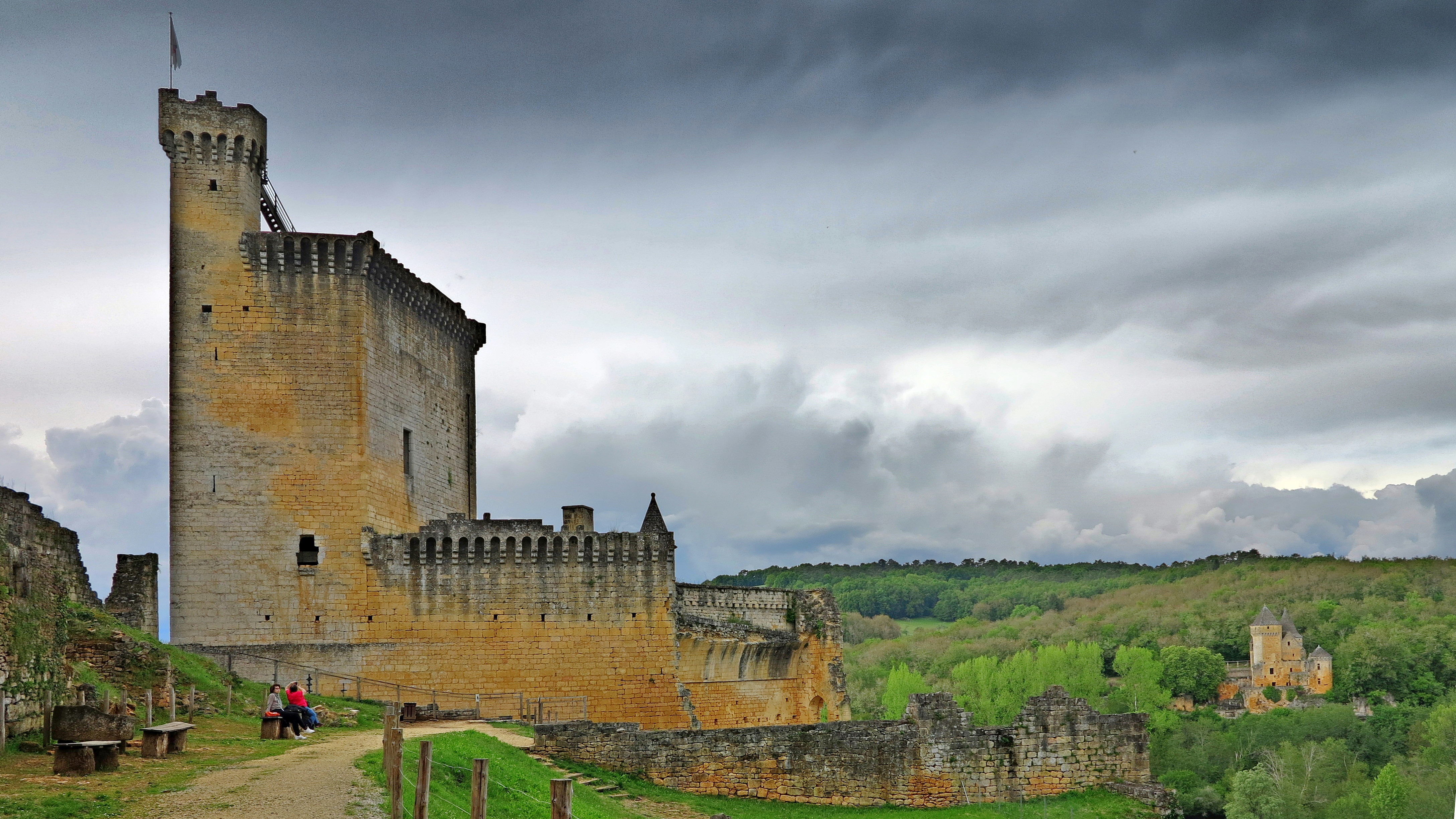
Le château vu depuis la basse-cour.
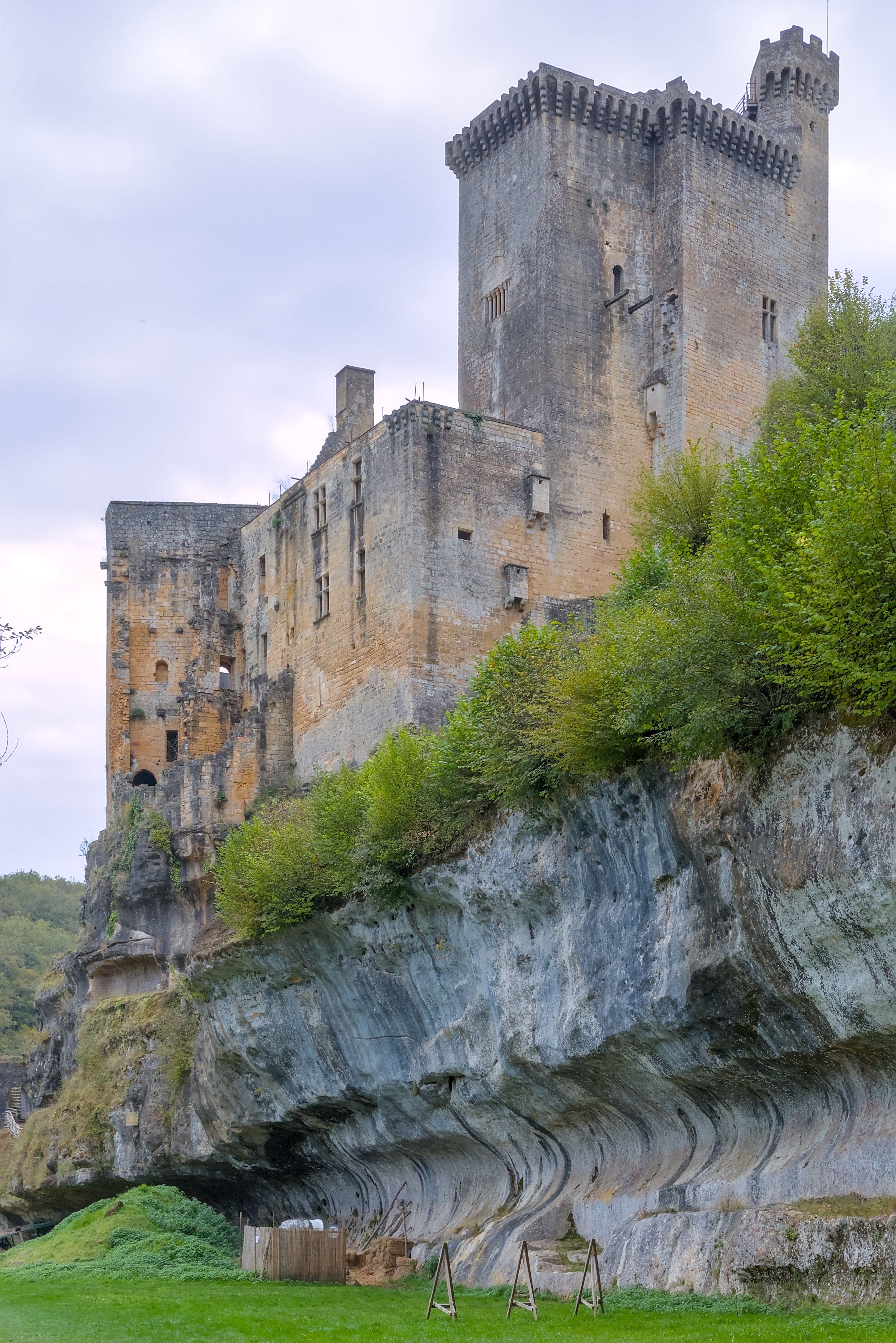
Le château vu depuis le pied de la colline.
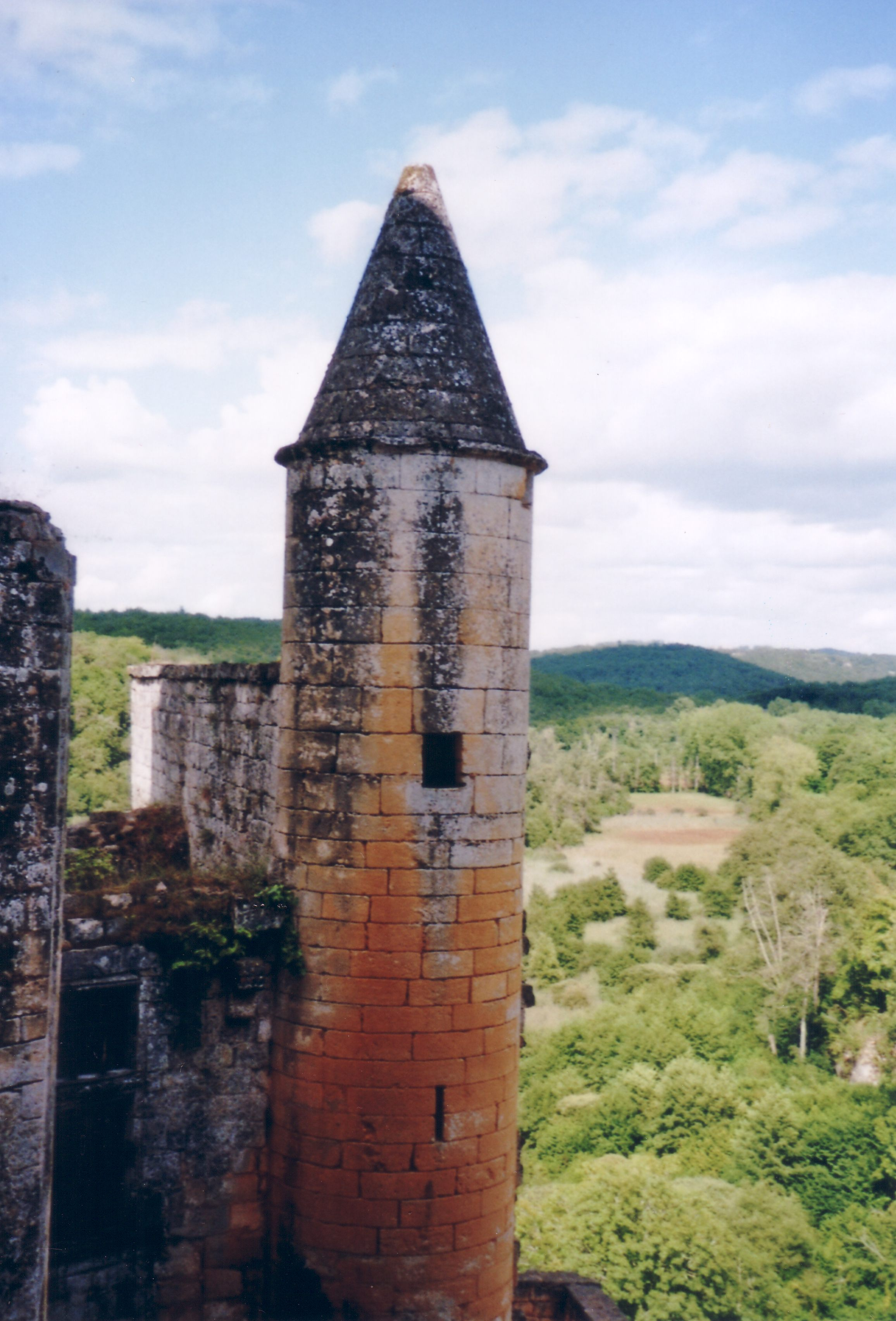
Tour d'escalier.
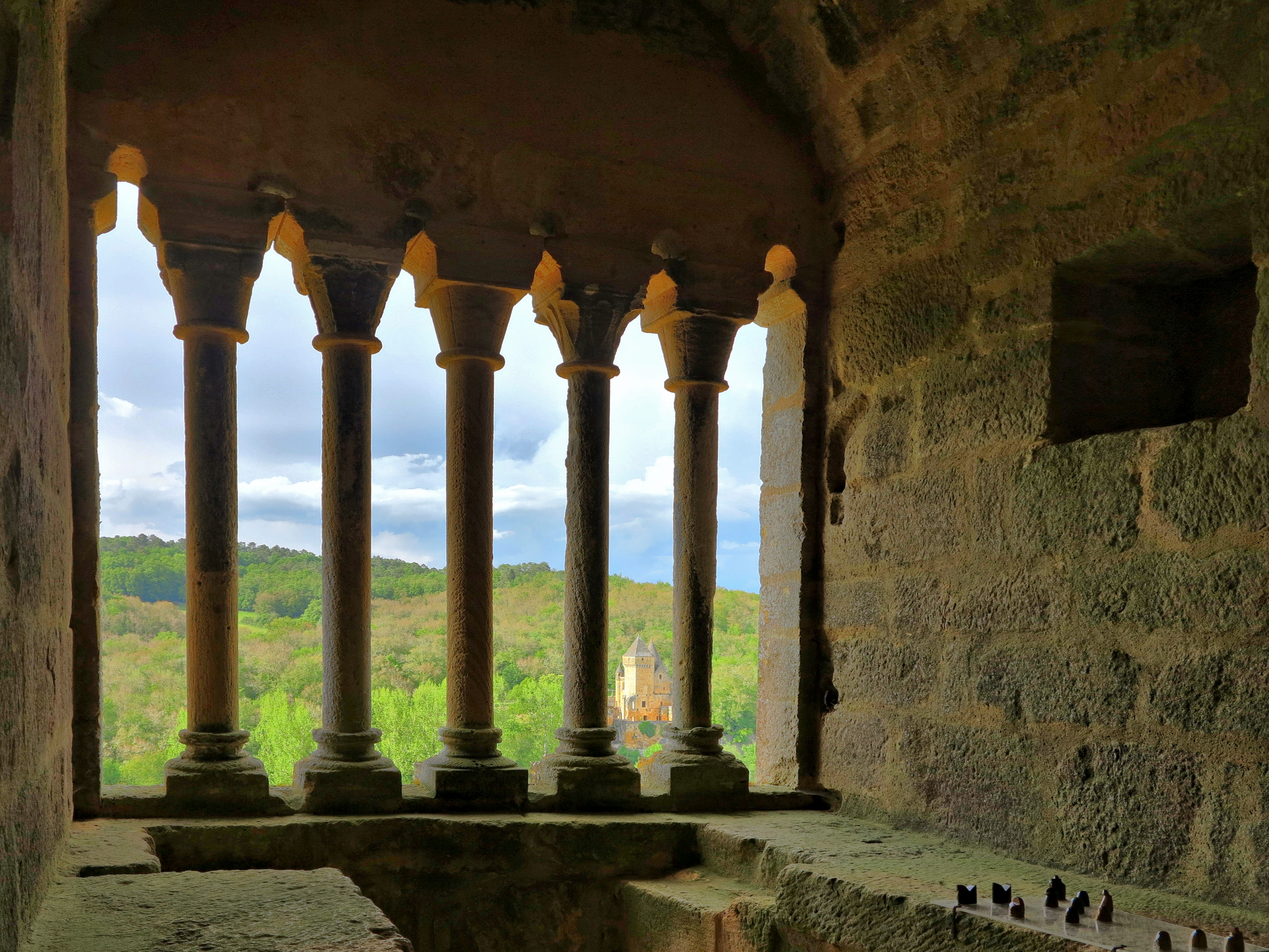
La fenêtre à colonnettes du donjon roman.
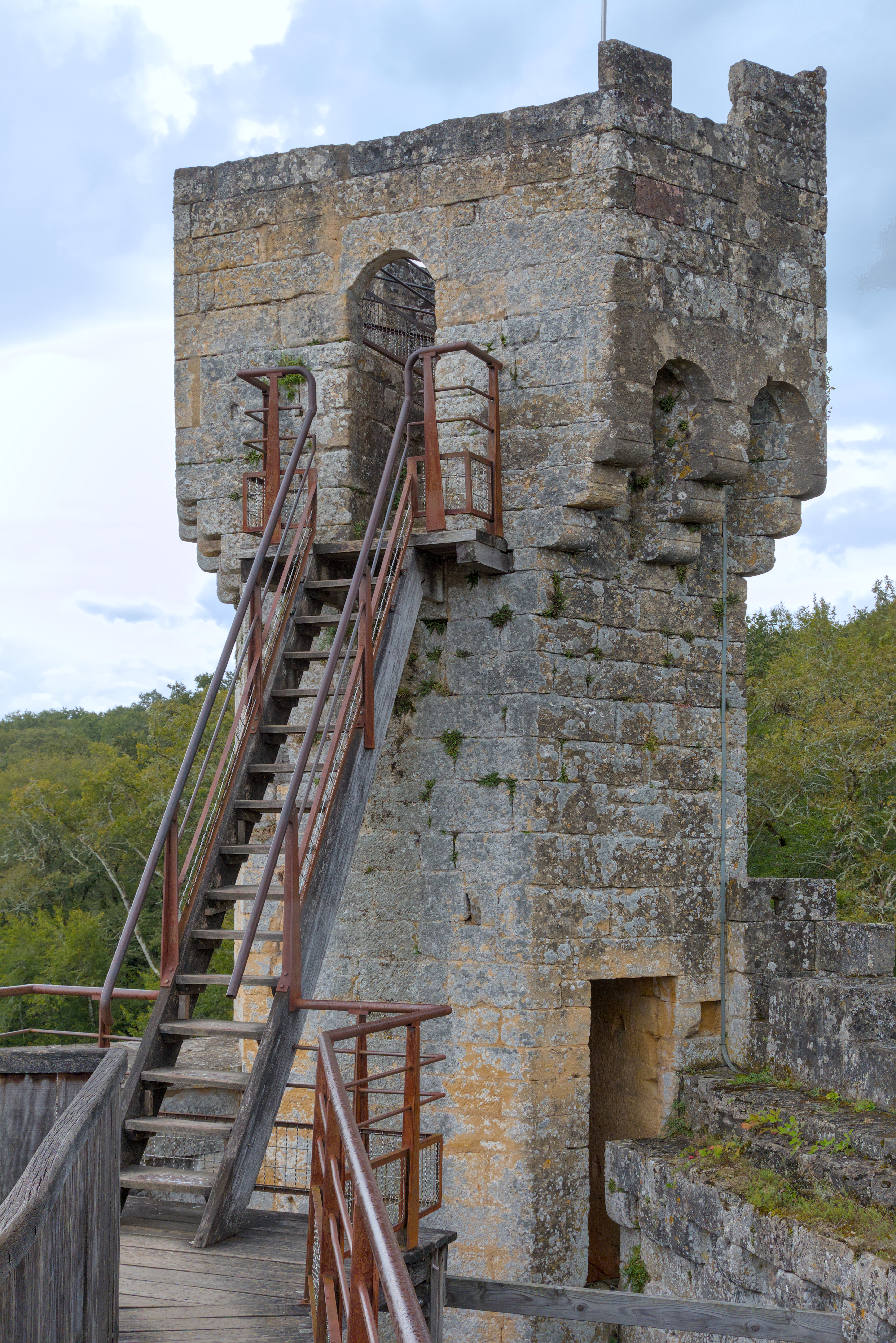
Tourelle du donjon.
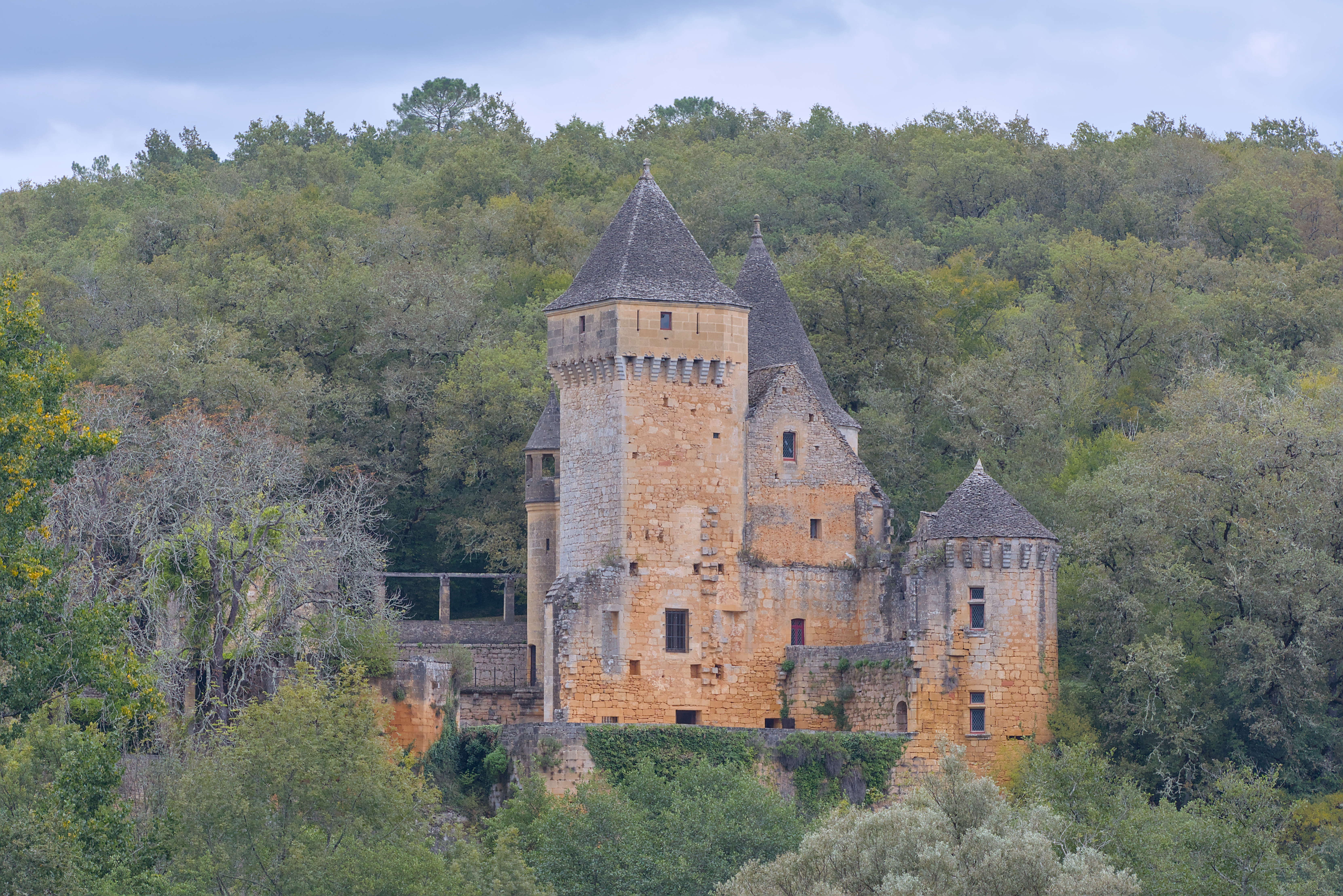
Le château de Laussel vu depuis le donjon.

Le reste du castrum.
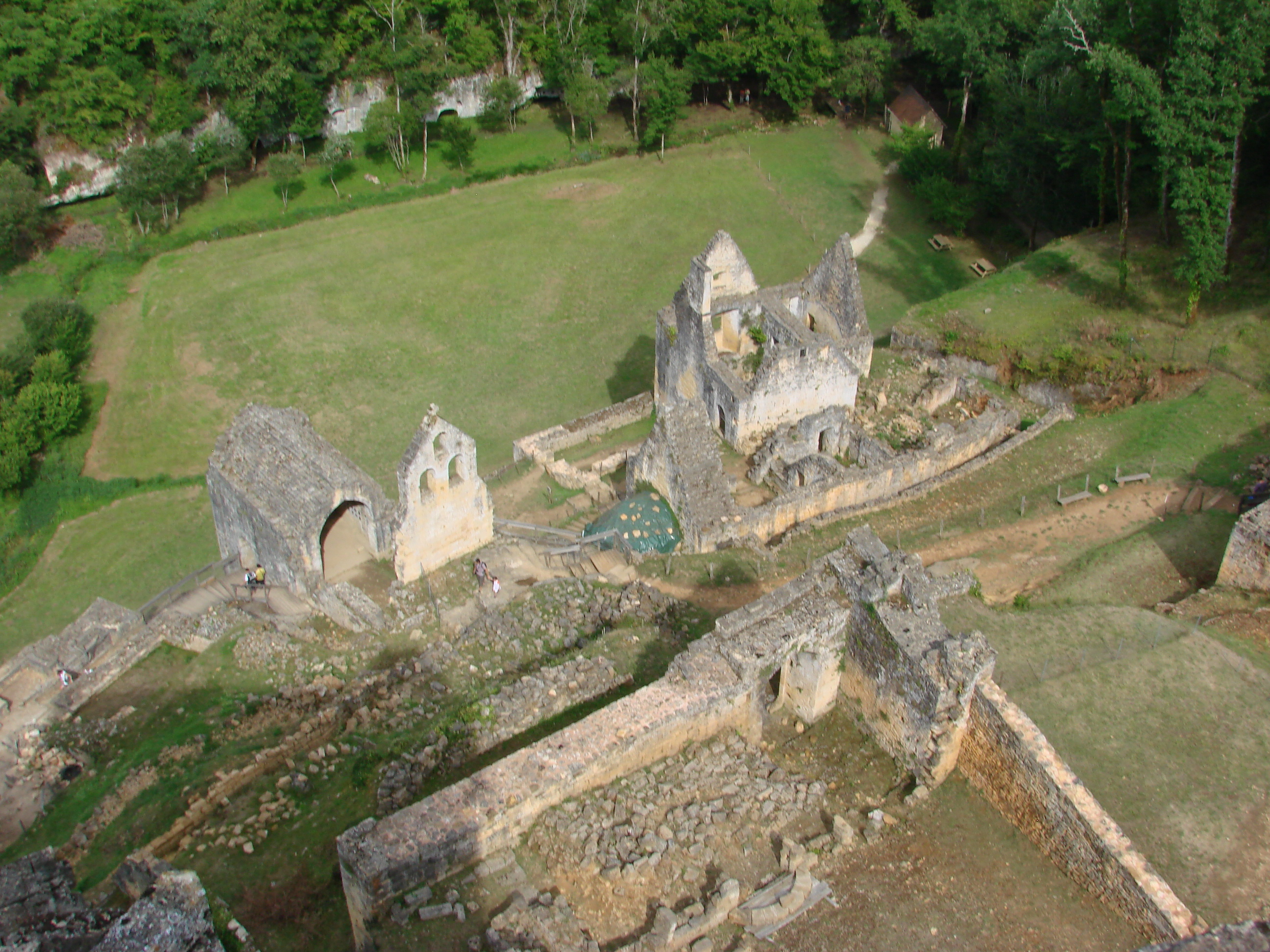
La chapelle Saint-Jean dont le milieu s'est effondré et la maison au four.
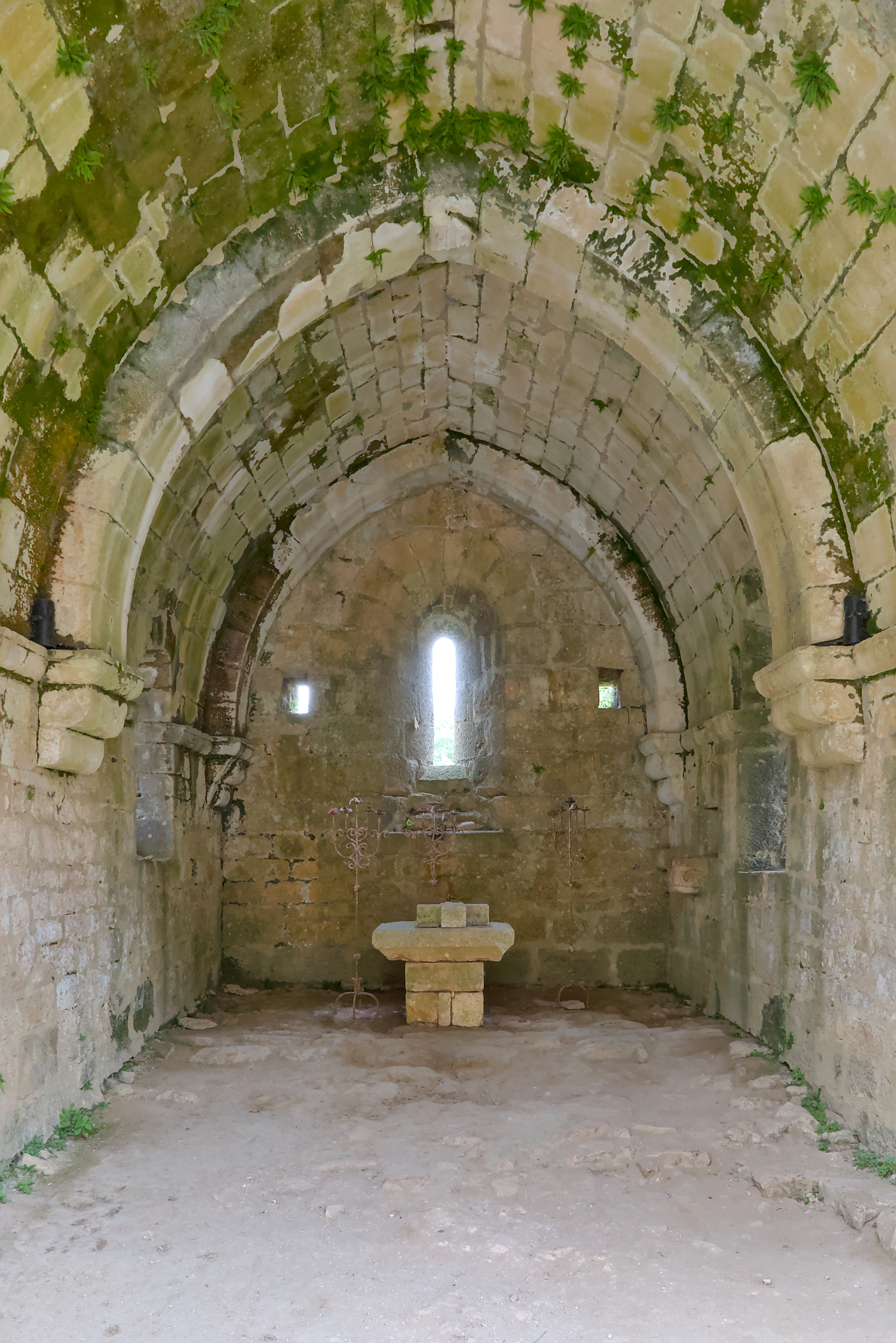
Intérieur de la chapelle Saint-Jean.
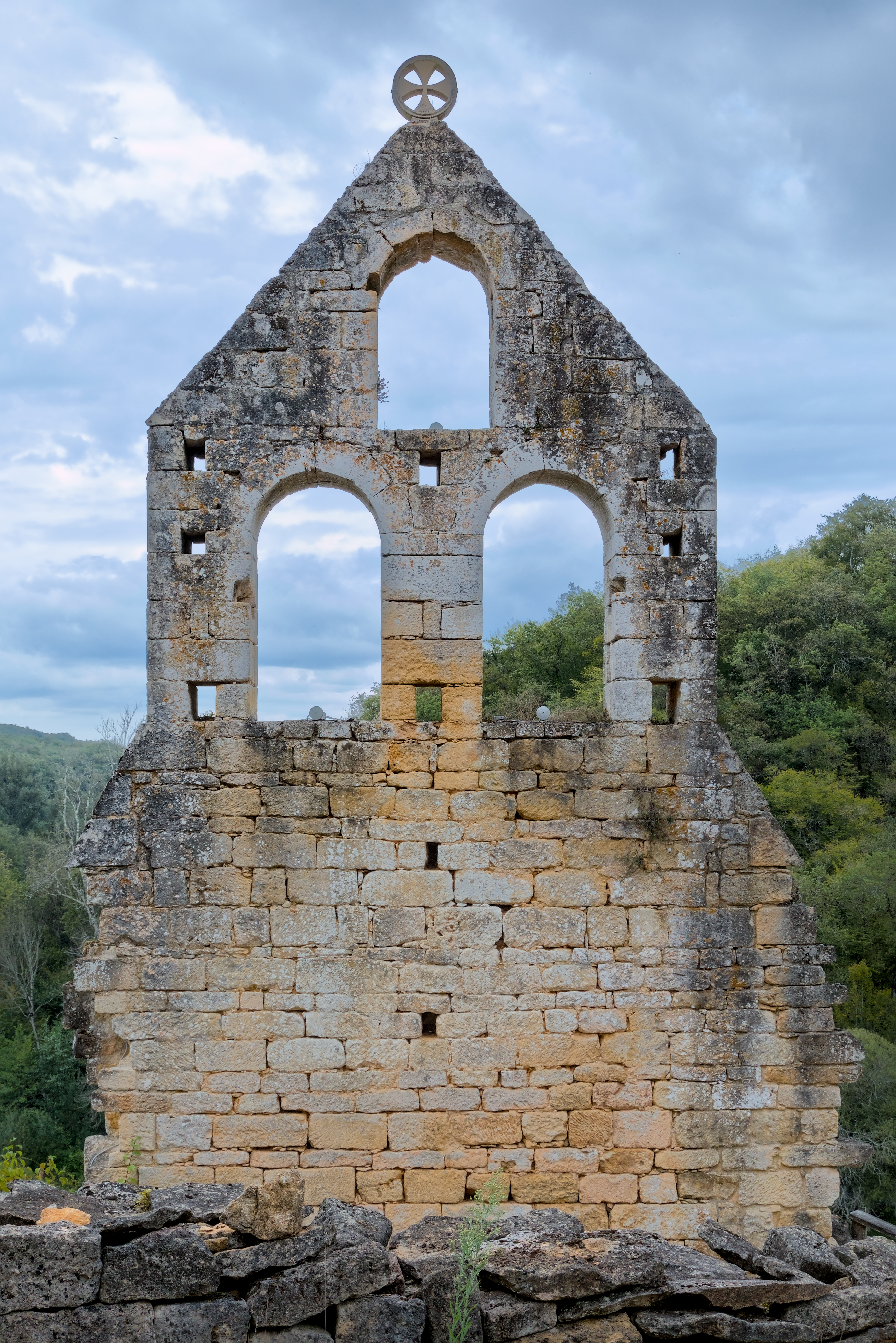
Façade d'un bâtiment ruiné conservant à son sommet l'insigne des Templiers.
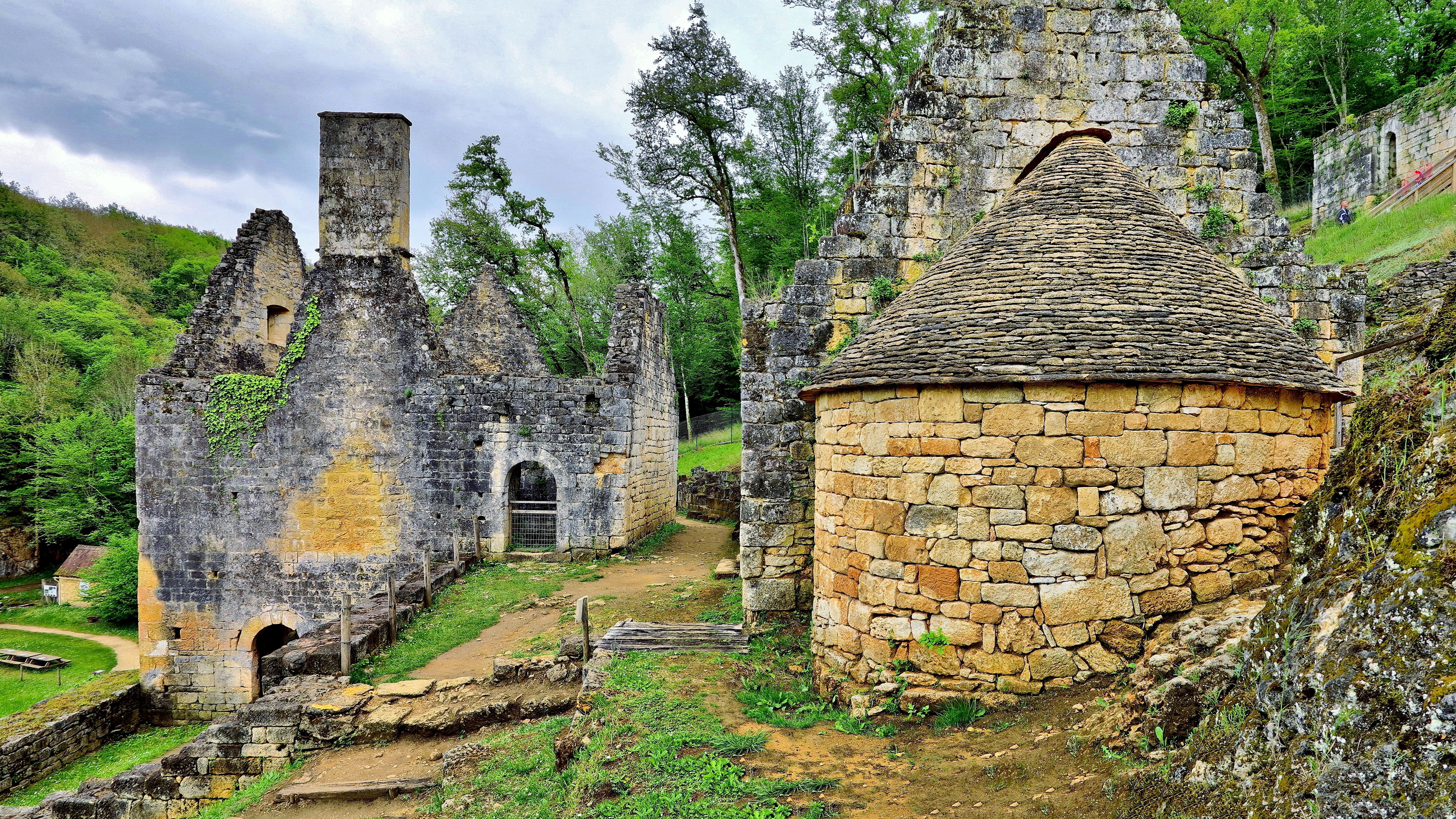
La maison tour à contreforts et la maison au four.
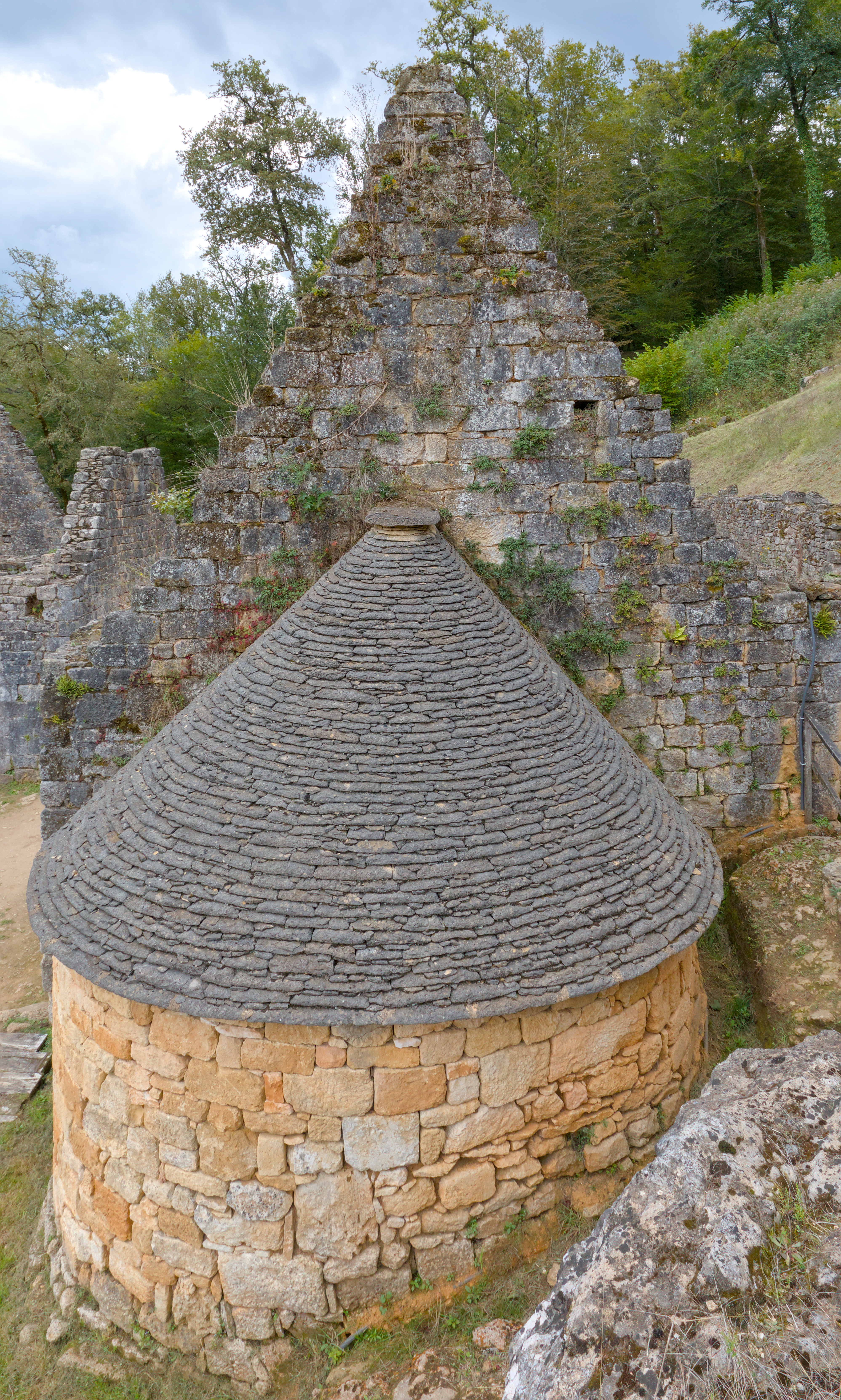
La Maison du Four et le reste d'un mur pignon.
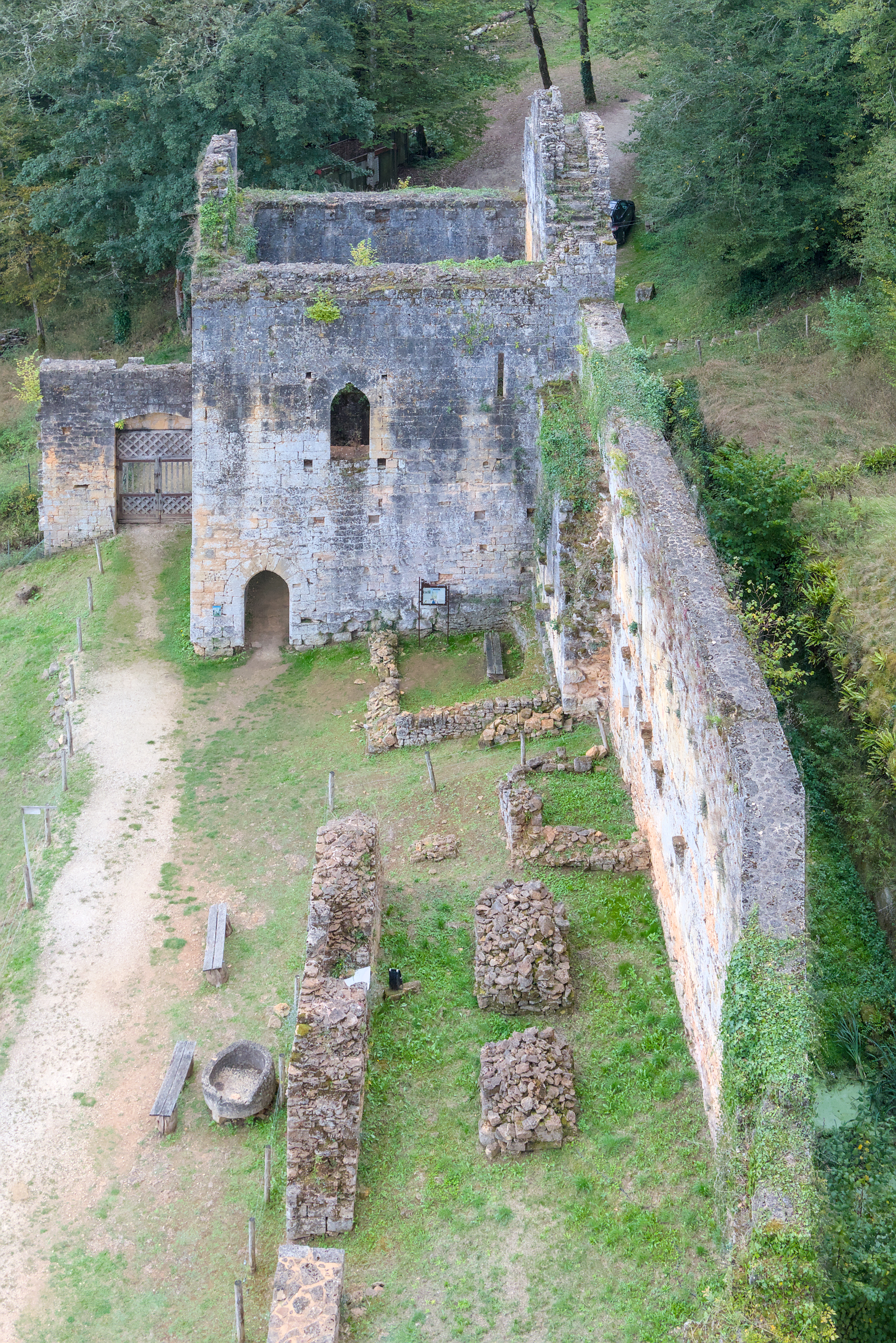
Logis des Commarque et à gauche les vestiges de la tour des Escars.
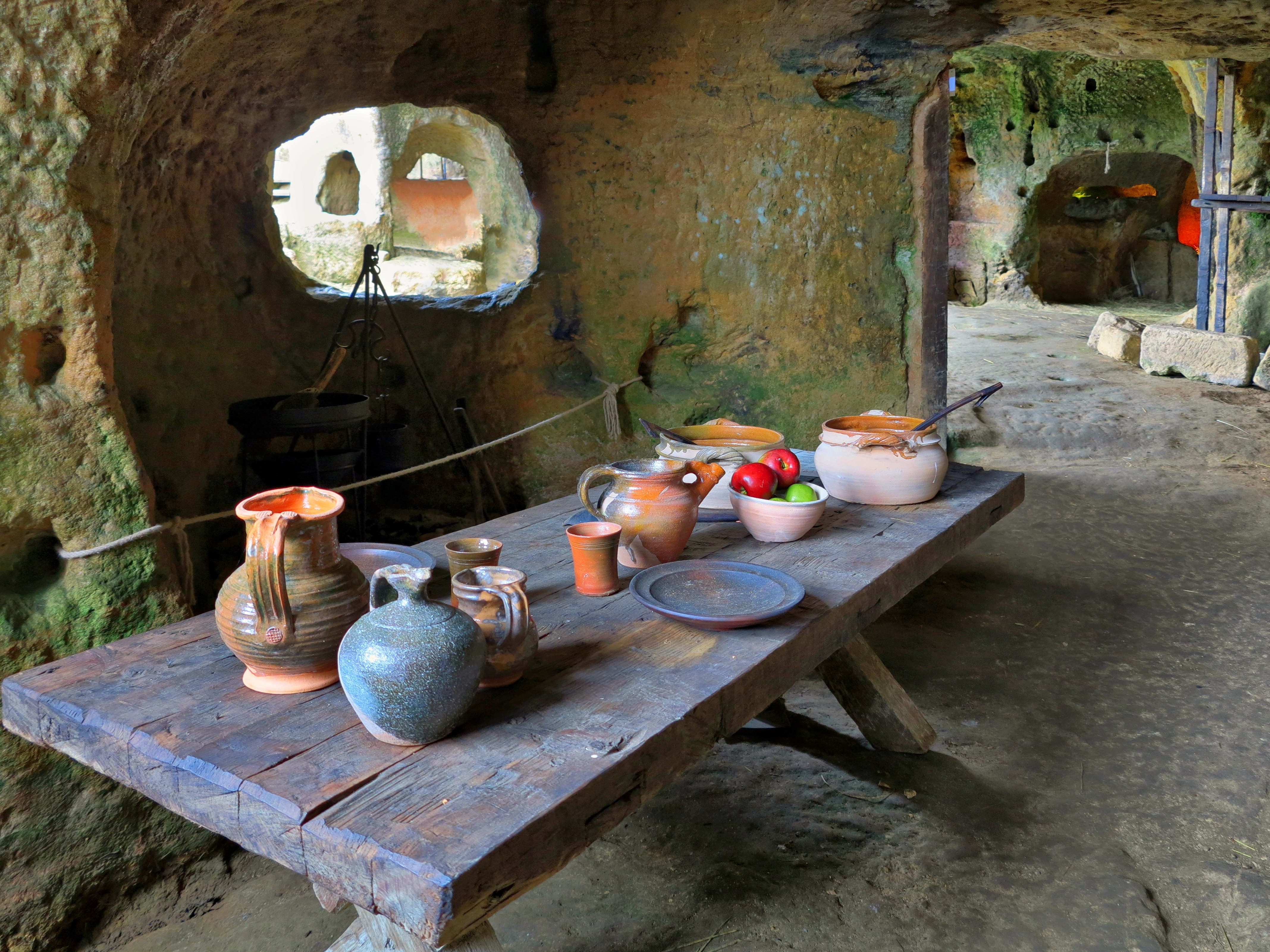
Le grand cluzeau de Commarque.

## Protection
Le château de Commarque est classé monument historique par arrêté du 2 septembre 1943.

## Tourisme
Le château est ouvert au public depuis l'an 2000. Afin de financer la restauration, des activités ludiques, des concerts, des animations médiévales ou encore des séminaires y sont organisés, ainsi que des expositions d'artistes.
En 2022, le château a attiré 60 000 visiteurs. C'est un des plus visités de Dordogne et un lieu de tournage  prisé : "Les Duellistes" de Ridley Scott en 1977, la série télé "Sauver Lisa  ou encore en 2023, " Fortune de France " de Christopher Thompson.

## Le château dans la littérature et l'art

### En littérature
L'écrivain Robert Merle, qui a longtemps passé ses vacances dans sa résidence secondaire dans le village tout proche de Marquay, s'inspire partiellement de ce site pour divers lieux figurant dans certains de ses romans : ainsi Malevil, décrivant la survie d'un petit groupe humain dans le Périgord après l'explosion de la bombe A (la rivière Beune devient les Rhunes) et toute la série des romans historiques Fortune de France qui décrit la résistance d'un groupe de huguenots issus de la région lors des guerres de Religion.

### Lieu de tournages
En 1977, Ridley Scott a tourné le duel final du film Les Duellistes,, au sein des ruines, ainsi que certaines scènes filmées au pied du château, dans la vallée de la Grande Beune.
D'autres productions cinématographiques ou télévisuelles l'ont utilisé comme lieu de tournage :
- en 1985, 831, Voyage incertain, de Jean-Louis Lignerat[15] ;
- en 1989, Les Bois noirs de Jacques Deray[14] ;
- en 1990, Les Enfants de Lascaux de Maurice Bunio[14] ;
- en 1997, À tout jamais, une histoire de Cendrillon de Andy Tennant[14] ;
- en 2009, Cartouche, le brigand magnifique téléfilm d'Henri Helman[16],[14] ;
- en 2012, un épisode de la série chinoise Fleurs et Brume, réalisé par Ding Yang Guo[16] ;
- en 2017, la scène d'ouverture du téléfilm Meurtres à Sarlat de Delphine Lemoine[14] ;
- début novembre 2020, des scènes de la mini-série Sauver Lisa (adaptation de la série japonaise Mother) sont tournées à Commarque sous la direction de Yann Samuell[17].
- en 2023, la série télévisée Fortune de France produite par France Télévisions comme adaptation de Fortune de France, roman de Robert Merle, avec Nicolas Duvauchelle[18] « plus gros tournage de l'année en Dordogne »[19],[20]. Robert Merle avait une maison à Marquay, tout proche du château. Vendu à un million d'exemplaires, le roman sera suivi de douze autres dans la même série.